# Vasco Botelho da Costa
Vasco Botelho da Costa (Lisboa, 2 de março de 1989) é um treinador de futebol português. Atualmente treina o Futebol Clube de Alverca, tendo sido recentemente treinador da União de Leiria, onde venceu a Liga 3 de 2022–23 com o clube do Lis, e anteriormente tinha vencido a Liga Revelação e Taça Revelação por duas vezes consecutivas em 2021 e 2022, pela equipa sub-23 do Estoril Praia .

## Títulos
União de Leiria
- Liga 3: 2022-23